# Bulbophyllum fischeri
Bulbophyllum fischeri är en orkidéart som beskrevs av Gunnar Seidenfaden. Bulbophyllum fischeri ingår i släktet Bulbophyllum och familjen orkidéer. Inga underarter finns listade i Catalogue of Life.